# Cóctel (álbum)
Cóctel es el primer álbum en vivo del cantautor argentino de rock latino en español Miguel Mateos, lanzado al mercado por Sony BMG el 26 de octubre de 1993. 

Luego del éxito de sus anteriores álbumes “Obsesión", “Kryptonita" y las giras de conciertos, Miguel Mateos decidió plasmar su éxito en este álbum.
El disco contiene canciones en estudio como “Beso francés", que fue el sencillo del álbum, y canciones en vivo como “No sé tú" del compositor Armando Manzanero, en una versión inédita de rock, aunque no oficialmente ya que solo fue en un concierto.

## Historia
'Cóctel', de Miguel Mateos, nace de una intuición al escuchar las cintas de uno de sus conciertos del Obsesión Tour y del Kriptonita Tour. Mateos sintió que su banda estaba sonando mejor que nunca y que era importante dejar testimonio de ese momento; por eso decidió hacer el disco en vivo. Aunque las cintas eran buenas, Mateos sintió que algo faltaba. Durante la gira, escribió algunos temas nuevos en las habitaciones de los hoteles en los que se alojaba, dando así a los cuatro temas nuevos que se incluyen en el disco.

## Sencillo
El primer sencillo del disco fue Beso francés. Las imágenes del video fueron rodadas en Santiago de Chile por Marco Ferrari. La idea era hacer algo fuerte, anatómico, casi sexual según Mateos: “El director me mandó un guion, pero finalmente me incliné por grabar una pareja besándose". Sin embargo, en Colombia pegó primero Estoy tan bien que no me doy, cuenta de lo mal que estoy.

## Temas
1. Cuando vengas a verme (4:56) (Nuevo)
2. Estoy tan bien, que no me doy cuenta lo mal que estoy (4:15) (Nuevo)
3. Beso francés (4:54) (Nuevo)
4. Será tu amor (3:27) (Nuevo)
5. Tirar los muros abajo (4:32) *
6. No sé tú (4:17) *
7. Lola (4:10)
8. Mi sombra en la pared (5:33)
9. Si tuviéramos alas (5:52)
10. Obsesión (5:04)
11. Atado a un sentimiento (4:24)
12. Cuando seas grande (6:08)

## Músicos
1. Miguel Mateos: voz, teclados y guitarras.
2. Alejandro Mateos: batería, guitarras y coros.
3. Wade Biery: bajo y coros.
4. Stuart Mathis: guitarra solista y coros.
5. Kim Bullard: Hammond B3 y arreglos de cuerda.
6. Jim Pollock: saxo.
7. Bill Steinway: sintetizadores.

## Datos adicionales
- Producido por Kim Bullard, Miguel Mateos y Alejandro Mateos.
- Fotografía: Estudio Rocca-Cherniavsky

- Todas las canciones fueron escritas por Miguel Mateos. En Excepto (*). "Tirar los muros abajo" de Michael Sembello, Batteau, Caldwell conjuntamente con Miguel Mateos y "No sé tú" de Armando Manzanero.

- Los temas en vivo de este disco fueron grabado en vivo en el Auditorio Nacional (Ciudad de México) en mayo de 1992, en el Gran Rex en Buenos Aires en julio de 1992 y The Palace Hollywood, Los Ángeles en marzo de 1993.

- Los temas de estudio, fueron grabado en: The Barn (Los Ángeles) y Sound Image (Hollywood) durante febrero de 1993.